# Cnidaria (classification phylogénétique)
Cette page a pour objet de présenter un arbre phylogénétique des Cnidaria (Cnidaires), c'est-à-dire un cladogramme mettant en lumière les relations de parenté existant entre leurs différents groupes (ou taxa), telles que les dernières analyses reconnues les proposent. Ce n'est qu'une possibilité, et les principaux débats qui subsistent au sein de la communauté scientifique sont brièvement présentés ci-dessous, avant la bibliographie.

## Arbre phylogénétique
Le cladogramme présenté ici ne possède qu'une valeur indicative. Il n'est pas forcément consensuel, et on peut toujours se référer à la bibliographie au bas de l'article.
Le symbole ▲ renvoie à la partie immédiatement supérieure de l'arbre phylogénétique du vivant. Le signe ► renvoie à la classification phylogénétique du groupe considéré. Tout nœud de l'arbre portant plus de deux branches montre une indétermination de la phylogénie interne du groupe considéré.
Les habitudes typographiques des botanistes et des zoologistes sont différentes. Ici, par commodité de lecture, et certains groupes actuels relevant des deux domaines traditionnels, les noms de taxons supérieurs au genre sont tous écrits en caractères droits, les noms de genres ou d'espèces en italiques.
À la suite d'un taxon, sa période d'apparition, quand elle est connue, peut être indiquée suivant la légende suivante :
(Plé) : Pléistocène ; (Pli) : Pliocène ; (Mio) : Miocène ; (Oli) : Oligocène ; (Éoc) : Éocène ; (Pal) : Paléocène ; (Cré) : Crétacé ; (Jur) : Jurassique ; (Tri) : Trias ; (Per) : Permien ; (Car) : Carbonifère ; (Dév) : Dévonien ; (Sil) : Silurien ; (Ord) : Ordovicien ; (Camb) : Cambrien ; (Edi) : Édiacarien. Pour plus de précision si possible, (-) : inférieur ; (~) : moyen ; (+) : supérieur.

```
▲

└─o 
Cnidaria

  ├─o
  │ ├─? 
Endocnidozoa

  │ │ ├─o 
Polypodiozoa

  │ │ └─o 
Myxozoa
 
►

  │ └─o 
Medusozoa

  │   ├─o 
Staurozoa

  │   └─o
  │     ├─o
  │     │ ├─o 
Cubozoa
 ou 
Cubomedusae

  │     │ └─o 
Scyphozoa

  │     └─o 
Hydrozoa

  │       ├─o 
Trachylinae

  │       └─o 
Leptolinae
 ou 
Hydroidolina

  │         ├─o 
Capitata

  │         └─o
  │           ├─o 
Filifera

  │           └─o
  │             ├─o 
Siphonophorae

  │             └─o
  │               ├─o 
Hydridae

  │               └─o 
Leptothecatae
 ou 
Leptomedusae

  └─o 
Anthozoa

    ├─o 
Alcyonaria
 ou 
Octocorallia

    │ ├─o 
Helioporacea

    │ └─o
    │   ├─o 
Pennatulacea

    │   └─o
    │     ├─o 
Alcyonacea

    │     └─o 
Gorgonacea

    └─o 
Zoantharia
 ou 
Hexacorallia

      ├─o 
Ceriantharia

      └─o
        ├─o 
Actiniaria

        └─o 
          ├─o 
Zoanthidea

          └─o
            ├─o 
Antipatharia

            └─o
              ├─o 
Corallimorpharia

              └─o 
Scleractinia
```

## Galerie d'images

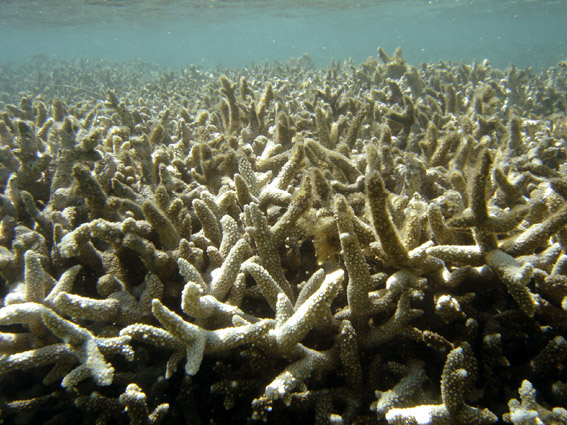
Acropora sp. (Zoantharia) (Ile de la Réunion)
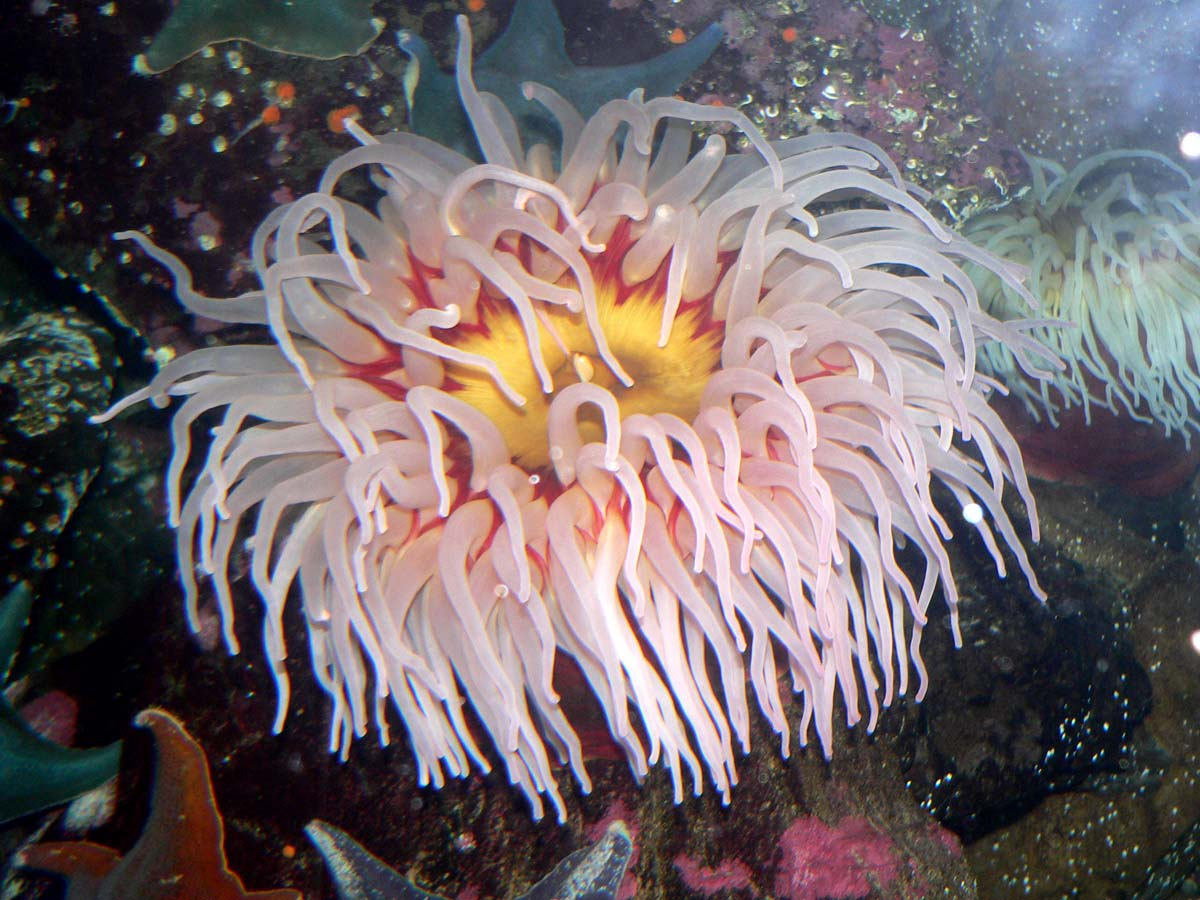
Urticina piscivora (Zoantharia, Actiniaria)
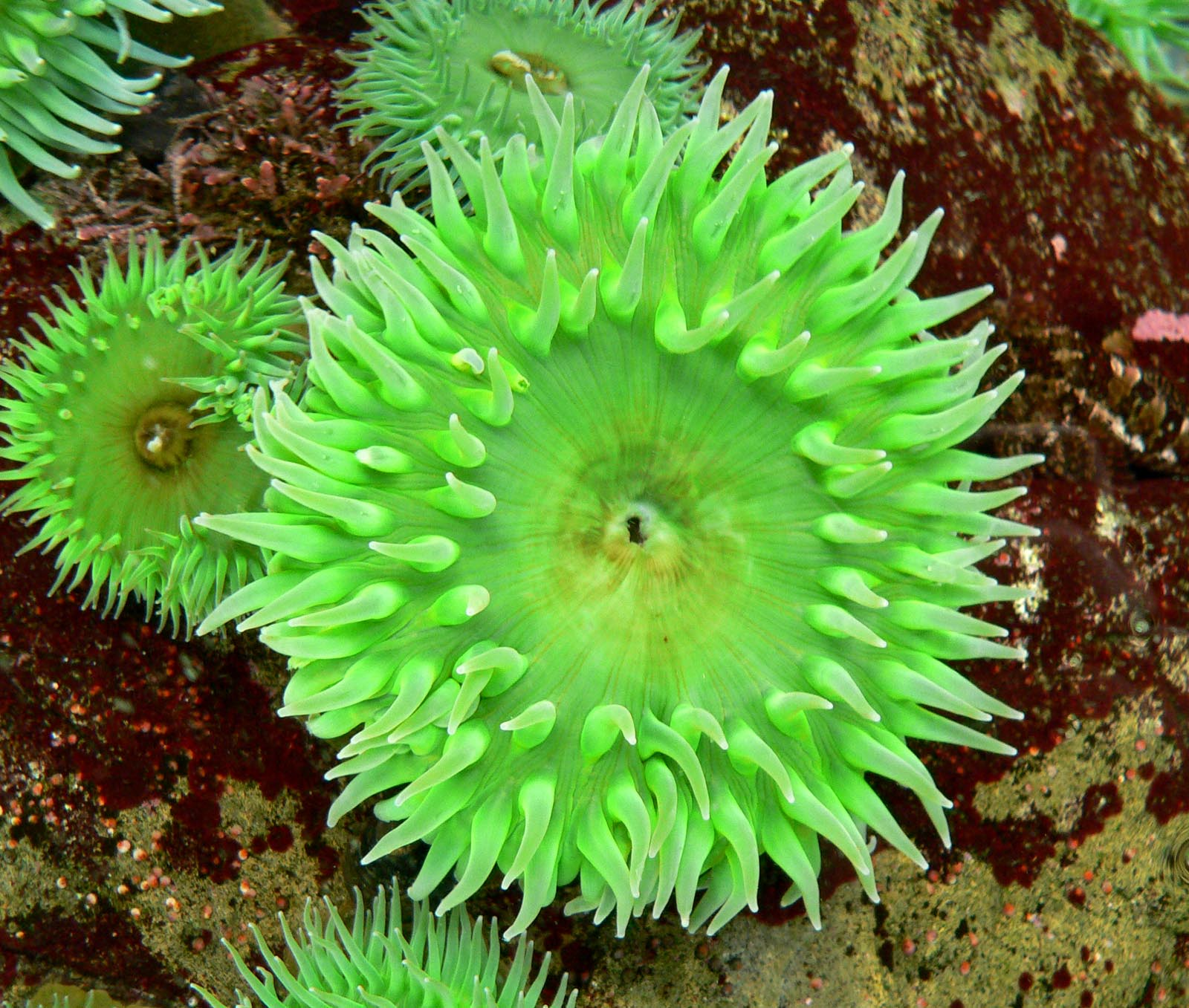
Anthopleura xanthogrammica (Zoantharia, Actiniaria)
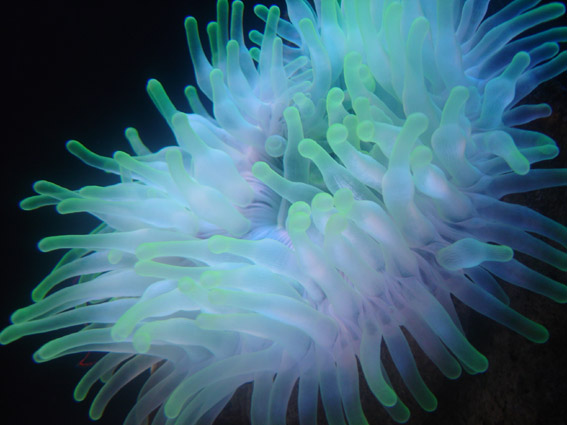
Zoantharia, Actiniaria
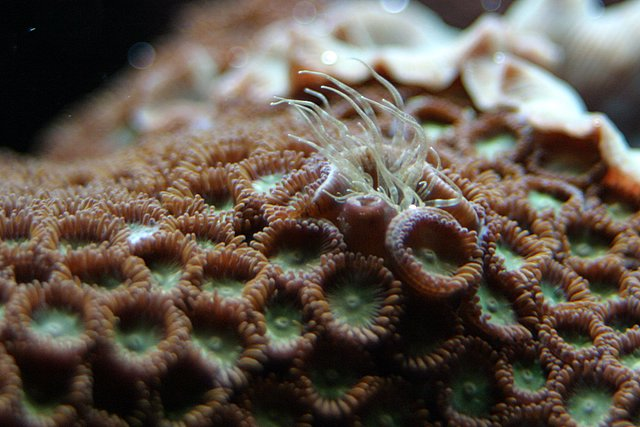
Zoantharia, Zoanthidea
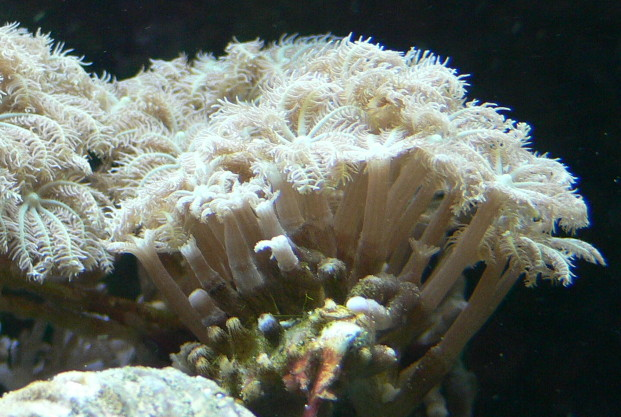
Clavularia sp. (Anthozoa, Alcyonaria)
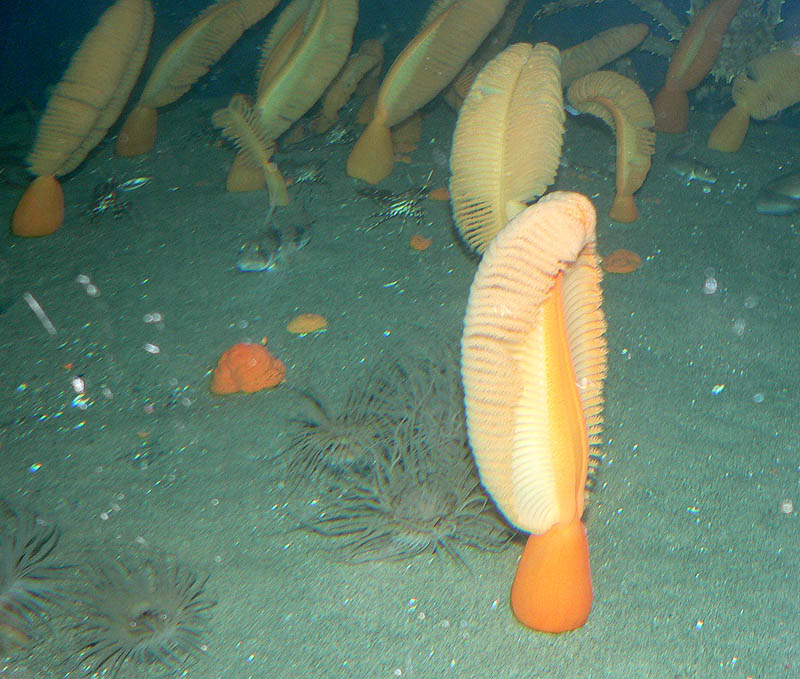
Ptilosarcus gurneyi (Anthozoa, Alcyonaria, Pennatulidae)
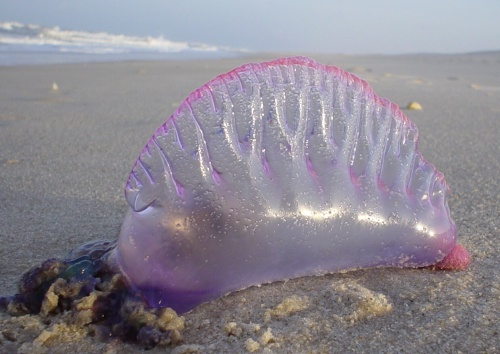
Hydrozoa
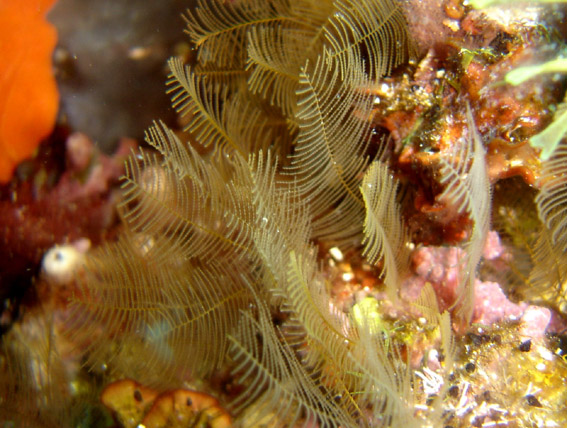
Aglaophenia sp. (Hydrozoa) (Croatie)
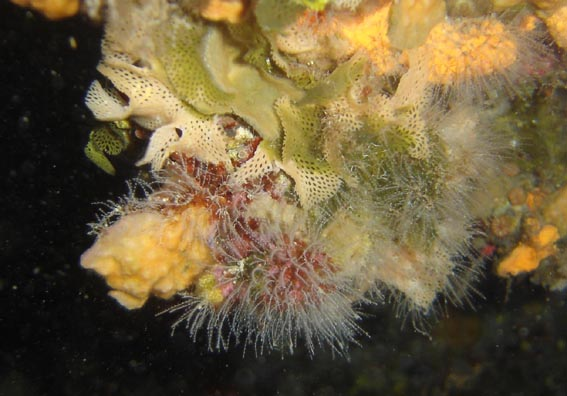
Antenella sp. (Hydrozoa) (Croatie)
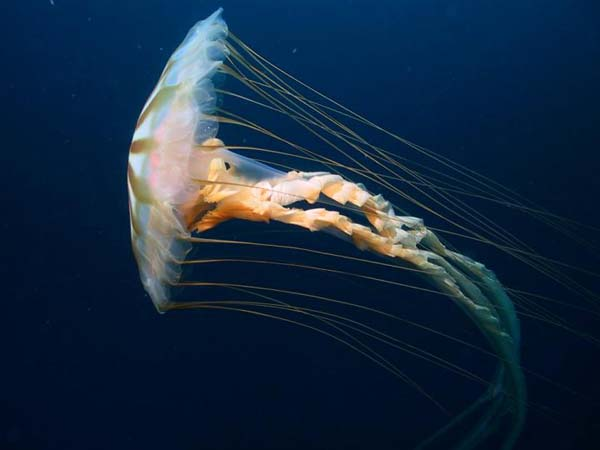
Chrysaora sp. (Scyphozoa)
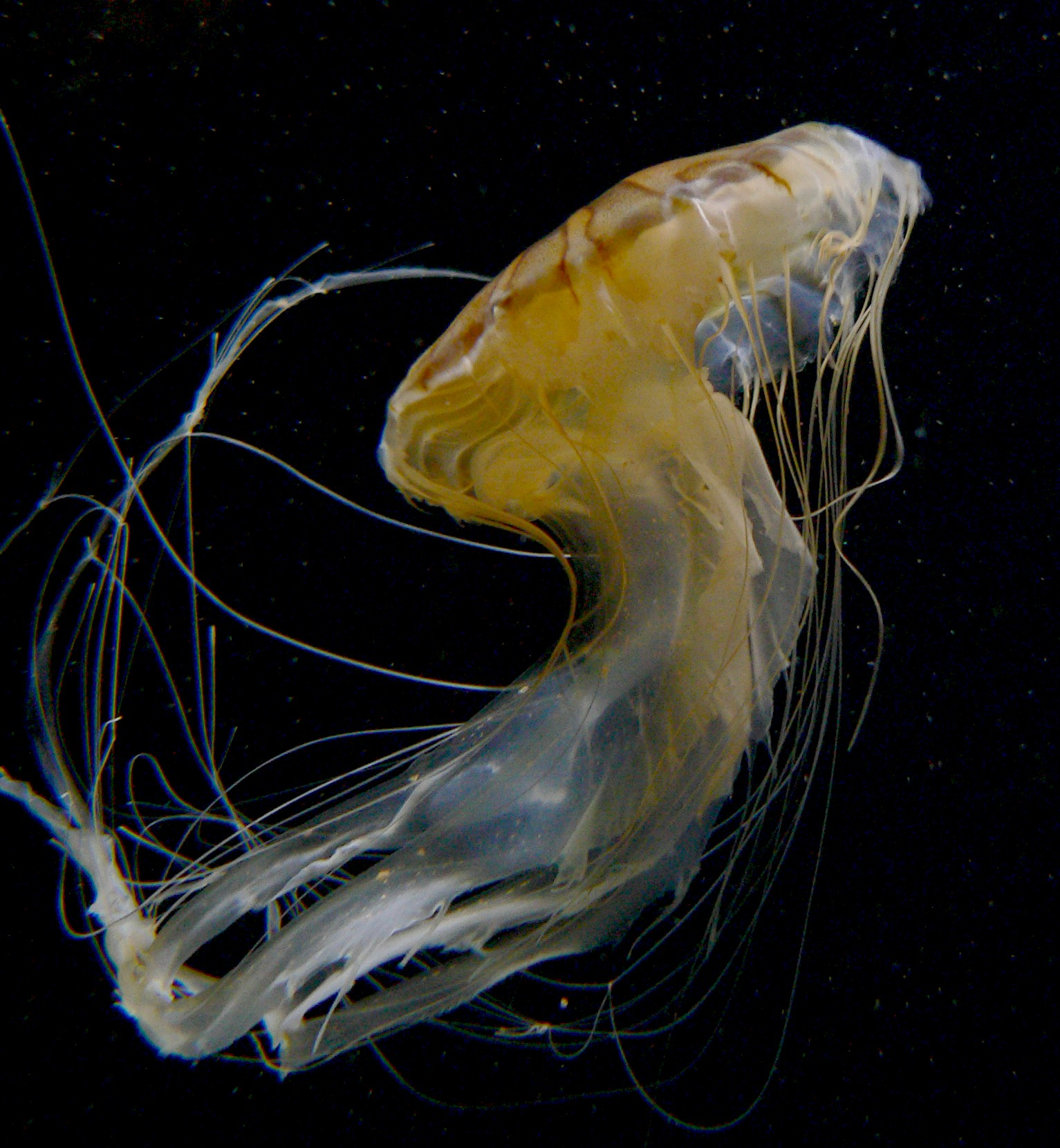
Chrysaora melanaster (Scyphozoa)
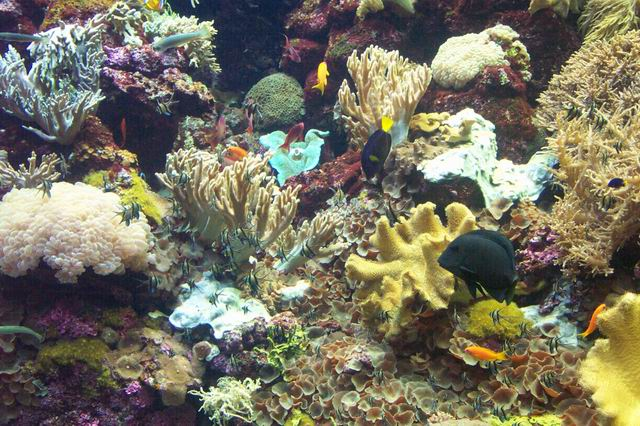
Massif de cnidaires
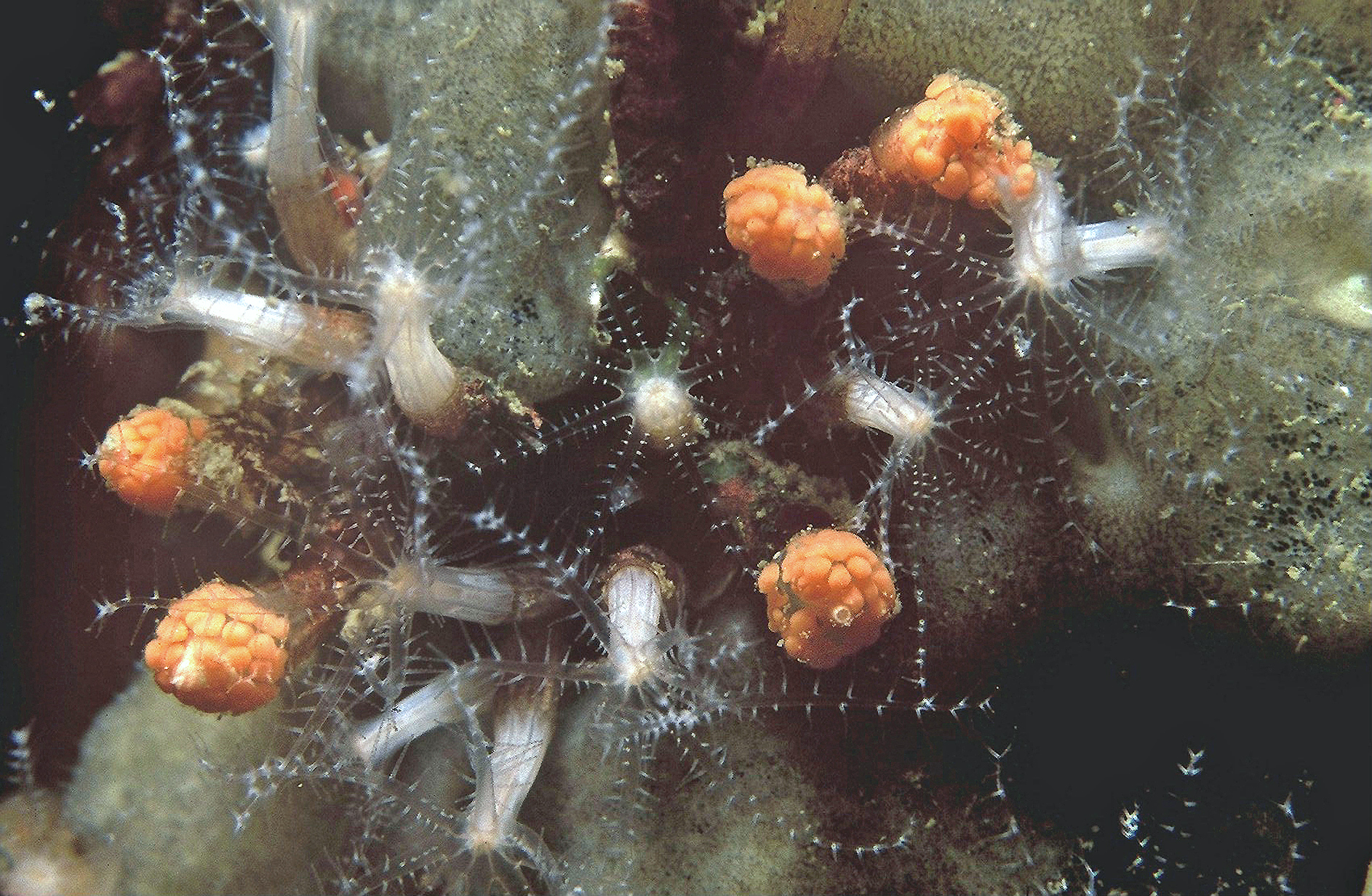
Clavularia crassa (et sa ponte orange)

## En savoir plus

### Sources bibliographiques de référence
- Nathaniel M. Evans, Alberto Lindner, Ekaterina V. Raikova, Allen G. Collins et Paulyn Cartwright : « Phylogenetic placement of the enigmatic parasite, Polypodium hydriforme, within the Phylum Cnidaria », BMC Evolutionary Biology 8:139, 2008
- Marymegan Daly, Mercer R. Brugler, Paulyn Cartwright, Allen G. Collins, Michael N. Dawson, Daphne G. Fautin, Scott C. France, Catherine S. McFadden, Dennis M. Opresko, Estefania Rodriguez, Sandra L. Romano et Joel L. Stake : « The phylum Cnidaria: A review of phylogenetic patterns and diversity 300 years after Linnaeus », in Z.-Q. Zhang et W.A.Shear (éd.) : « Linnaeus Tercentenary: Progress in Invertebrate Taxonomy », Zootaxa, vol. 1668, 2007, p. 127–182
- Heyo van Iten, Juliana de Moraes Leme, Marcello Guimarães Simões, Antonio Carlos Marques et Allen G. Collins : « Reassessment of the Phylogenetic Position of Conulariids (?Ediacaran-Triassic) within the Subphylum Medusozoa (Phylum Cnidaria) », Journal of Systematic Palaeontology, vol. 4, no 2, 2006, p. 109–118
- Marymegan Daly, Daphne G. Fautin et Valérie A. Cappola : « Systematics of the Hexacorallia (Cnidaria: Anthozoa) », Zoological Journal of the Linnean Society, vol. 139, 2003, p. 419–437
- A.G. Collins : « Phylogeny of Medusozoa and the evolution of cnidarian life cycles », J. Evol. Biol., vol. 15, 2002, p. 418–432
- Lisa-Ann Gershwin, Méduses et autres organismes gélatineux, Ulmer, 2017, 224 p. Traduction de Jellyfish - a natural history, The Ivy Press, 2016.

### Sources internet
- Peter Schuchert (2007) The Hydrozoa Directory
- L. Gershwin (2002) Medusozoa Home Page
- D. Fautin (2008) Hexacorallians of the world
- Assembling the Tree of Life: Cnidaria
- The Ediacaran Assemblage